# Chester (Connecticut)
Chester  (auch Chester Parish) ist eine US-amerikanische Kleinstadt in Connecticut. Sie befindet sich im County Middlesex. Chester liegt im NECTA Newhaven.

## Bevölkerung und Geografie
Bei der Volkszählung im Jahr 2000 wurden 3.743 Einwohner ermittelt. Das Stadtgebiet umfasst eine Fläche von 43,5 km², wobei 2,1 km² von Wasser bedeckt sind.
Der überwiegende Teil  der Bevölkerung (96,79 %) sind Weiße, 0,85 % afroamerikanischer Abstammung. Niemand in der Bevölkerung lebte unterhalb des Existenzminimums.
Chester verfügt über ein YMCA-Camp.

## Bedeutende Persönlichkeiten aus Chester
- Tyler Johnson (* 1980), Radprofi und Triathlet.
- Sol LeWitt (1928–2007), Künstler des Minimalismus
- Dorothy Reed Mendenhall (1874–1964), US-amerikanische Ärztin
- Morley Safer (1931–2016), CBS Nachrichtenkorrespondent
- Max Showalter (1917–2000), Film- und Fernsehdarsteller.
- Washington F. Willcox (1834–1909), US-amerikanischer Politiker